# Xã Wing River, Quận Wadena, Minnesota
Xã Wing River (tiếng Anh: Wing River Township) là một xã thuộc quận Wadena, tiểu bang Minnesota, Hoa Kỳ. Năm 2010, dân số của xã này là 468 người.